# Maksjoki
Maksjoki är stadsdel nummer 20 i Lojo stad i det finländska landskapet Nyland. Stadsdelen gränsar i öster till stamväg 25, i väster till före detta Virkby-Ojamo-järnvägen och i söder till Braskvägen och Helsingiusvägen. Största delen av Maksjoki är bostadsområde med egnahemshus. I Tynnismalm  i den norra delen av Maksjoki finns bland annat Lojo sjukhus och flera bilaffärer.
Maksjoki skola är belägen i Virkby.